# Kozica (obwód Tyrgowiszte)
Kozica (bułg. Козица) – wieś w Bułgarii, w obwodzie Tyrgowiszte, w gminie Popowo. W 2024 roku liczyła 318 mieszkańców.